# Вольф-Гарро Штіблер
Вольф-Гарро Штіблер (нім. Wolf-Harro Stiebler; 4 серпня 1907, Ганноверш-Мюнден — 23 травня 1991) — німецький офіцер-підводник, корветтен-капітан крігсмаріне.

## Біографія
1 квітня 1932 року вступив на флот. В квітні-вересні 1939 року пройшов курс підводника. З 6 вересня по 13 жовтня 1939 року — командир підводного човна U-8, з 18 жовтня 1939 по 5 січня 1940 року — U-17, з 6 січня по 28 липня 1940 року — U-21, на якому здійснив 2 походи (разом 21 день в морі). 31 січня потопив данський торговий пароплав Vidar водотоннажністю 1353 тонни, який перевозив сталеві прути; 16 з 34 членів екіпажу пароплава загинули. З 28 липня по 5 листопада 1940 року — командир U-61, на якому здійснив 2 походи (разом 35 днів у морі). З листопада 1940 року служив у командуванні з випробування торпед. З 22 квітня 1942 року — командир U-461, на якому здійснив 6 походів (разом 227 днів у морі). 30 липня 1943 року U-461 був потоплений в Біскайській затоці, північно-західніше мису Ортегаль (45°33′ пн. ш. 10°48′ зх. д.) австралійським летючим човном «Сандерленд». 53 члени екіпажу загинули, 15 (включаючи Штіблера) були врятовані і взяті в полон. 30 жовтня 1947 року звільнений.

## Звання
- Кандидат в офіцери (1 квітня 1932)
- Морський кадет (4 листопада 1932)
- Фенріх-цур-зее (1 квітня 1934)
- Оберфенріх-цур-зее (1 вересня 1935)
- Лейтенант-цур-зее (1 січня 1936)
- Оберлейтенант-цур-зее (1 жовтня 1937)
- Капітан-лейтенант (1 жовтня 1939)
- Корветтен-капітан (1 червня 1943)

## Нагороди
- Медаль «За вислугу років у Вермахті» 4-го класу (4 роки)